# Liste des monuments d'Azilal
 (septembre 2019).
Ceci est une liste des monuments classés par le ministère de culture marocain aux alentours d'Azilal. 

## Monuments et sites d'Azilal
| Identifiant monument                                                                     | Site        | Monument                    | Adresse | Date de classement | Décret | Coordonnées                        | Illustration               |                       |
| ---------------------------------------------------------------------------------------- | ----------- | --------------------------- | ------- | ------------------ | ------ | ---------------------------------- | -------------------------- | --------------------- |
| pc_architecture/sanae:060003                                                             | Ouzoud (d)  | cascades d'Ouzou            |         |                    |        | 32° 00′ 55″ nord, 6° 43′ 08″ ouest | cascades d'Ouzou           | Télécharger une image |
| pc_architecture/sanae:160003                                                             | Azilal      | Grotte Iminifri (d)         |         |                    |        | 31° 43′ 28″ nord, 6° 58′ 18″ ouest | Grotte Iminifri (d)        | Télécharger une image |
| pc_architecture/sanae:380029, pc_archeologie/idpcm:69EA6 et pc_architecture/idpcm:3A0957 | Azilal      | Pont naturel d'Iminifri (d) |         |                    |        | 31° 43′ 29″ nord, 6° 58′ 17″ ouest | Image manquante Téléverser | Télécharger une image |
| pc_architecture/sanae:190009                                                             | Kasba Tadla | Kasba Ait Rba (d)           |         |                    |        | 32° 35′ 11″ nord, 6° 15′ 59″ ouest | Image manquante Téléverser | Télécharger une image |
| pc_architecture/sanae:380001                                                             | Azilal      | Pont Oum Rebia (d)          |         |                    |        | 32° 39′ 42″ nord, 5° 55′ 33″ ouest | Image manquante Téléverser | Télécharger une image |